# Emil Müller
Emil Müller (5 de marzo de 1920-2 de abril de 2008) fue un micólogo suizo. Se  especializó en el estudio de la sistemática de los Ascomycetes . Müller fue editor de la revista científica Sydowia durante varios años, asumiendo el cargo tras la muerte del anterior editor y fundador, Franz Petrak, en 1973. Müller publicó más de 200 artículos en su carrera científica. Era muy conocido en la comunidad micológica por dos publicaciones taxonómicas en coautoría con su colega J.A. von Arx: Die Gattungen der amerosporen Pyrenomyceten.